# WxDev-C++
wxDev-C++是一個Dev-C++的擴展。此程式為wxWidgets社群提供一個自由、開源、商業級的IDE、RAD開發工具。幫助程式開發者使用視覺化的外觀設計器創建基於wxWidgets的對話和框架。wxDev-C++有著所有Dev-C++的功能。

## 相關
- 整合開發環境列表